# イースI・II
『イースI・II 』（イースワン・ツー、Ys I・II）とは、日本ファルコムのアクションロールプレイングゲーム (ARPG)、〈イースシリーズ〉の第1作『イース』 (Ys I) と第2作『イースII』 (Ys II) を一本にまとめて発売された物。PCエンジン (PCE) CD-ROM2、Microsoft Windows (Win)、PlayStation 2 (PS2)、PlayStation Portable (PSP)、X68000 (X68K) で発売された。
Win版の正式販売タイトルは『イースI・II完全版』（Ys I・II COMPLETE）『イースI&IIクロニクルズ』 (Ys I&II Chronicles)、PS2版は『イースI・IIエターナルストーリー』（Ys I・II ETERNAL STORY）、PSP版は『イースI&IIクロニクルズ』 (Ys I&II Chronicles)。、X68K版は『イースI＆II ～Lost ancient kingdom～』 (Ys I＆II ～Lost ancient kingdom～)。

## 概要
『I』、『II』の副題はそれぞれ『失われし古代王国 序章 (Ancient Ys Vanished Omen)』、『失われし古代王国 最終章 (Ancient Ys Vanished The Final Chapter)』であり、この2作は1つの物語の前後編となっている。従ってストーリーは密接に繋がっており、片方だけのプレイではストーリーを理解する事は出来ない。この2作品をPCEへの移植の際に、一つにまとめたのが『イースI・II』の最初である。PS2版とPSP版はどちらもWin版の移植作品であり、大別するとPCE版とWin版系列作品に分けられる。X68000版はPC-8801mkIISR版をベースに、ほぼ忠実に移植をした版。（少しだけ補完的な要素あり）

## PCエンジン版
PCエンジンへの移植作品。これまではそれぞれ別個に移植されていた2作品を、CD-ROMの容量を活かし初めて1本にまとめたもの。他の『I・II』が1本の販売タイトルにそれぞれ独立した『I』と『II』という2作品を収録した、言わば「セット販売」であるのに対し、PCE版は2作品を繋ぎ合わせ『I・II』という1つの作品として仕上げている点が大きく異なる。グラフィックスは当時日本ファルコムを退社した直後だった山根ともおを起用しているため、オリジナルと同様の味わいをそのままに512色発色の特性を活かし、更にブラッシュアップされている。また、シナリオについてはパソコン版や後の公式版イースの続編と食い違う部分もあるが、こちらは開発者の岩崎がイースのオリジナルスタッフからインタビューを重ねて再構成したものであり、オリジナルスタッフのイースのシナリオや世界観に、より忠実なものとなっている。
アメリカ版のタイトルは『Ys Book I&II』。テキストが翻訳されているほか、移植当時の女性権利団体からのクレームに応じて一部のグラフィックが修正されている。
本作はCD-ROM2を代表する作品の一部であるが故にSUPER CD-ROM2の時代に移った後も含めて幾度なく再生産が行われており、それを裏付けるように1994年12月22日にはPCエンジンCD-ROM2シリーズの廉価版（税別3,980円）シリーズである「名作限定版」（販売元はNEC-HE）のラインナップ4作に含まれており、4作中唯一CD-ROM2規格（ほか3作はSUPER CD-ROM2規格）のタイトルであった。
2007年10月16日よりWii版バーチャルコンソール（VC）において配信された。2010年11月17日にはPlayStation Storeのゲームアーカイブスでも配信された。
2019年にはハドソンの制作コンテンツIPを継承しているコナミデジタルエンタテインメントが手掛けリリースされた復刻系テレビゲーム機・PCエンジン miniにプリインストールされるゲームソフト群の一つとして、本作が収録されている。

### オリジナルからの主な変更点
背景の演出が増えた、次の行き先のヒントも増えた
オリジナルのパソコン版（PC-8801mk2SR版）と比較して、『I』のダームの塔の鏡の間や『II』の地下水路の水路調整室のようにマップのグラフィック・イベント・アニメーションが大幅に強化されている。
すべてのボスに登場シーンが追加されたほか、『I』のボス部屋にはイースの紋章が床に置かれ、対応する神官の位置がハイライトされている。また、オリジナルの『I』にあたる部分に『II』の上から見ても壁の穴がわかる・半キャラずれて当たったとき滑って通過するなどの仕様が組み込まれている。一部のイベント時にキャラクターのアップグラフィックが表示され、音声が追加されている。BGMは米光亮によってシンセサイザーやサンプラーを用いた打ち込みによるデジタルサウンドへのアレンジが加えられ、CD音源で収録されている。なお、アレンジャーの選定には多くのファルコムサウンドに関わってきた難波弘之も候補に上がっていたが、『Music from Ys』（パソコン版のオリジナル音源・未使用音源および一部の曲のアレンジが収録されたアルバム）を聞いた岩崎の目に留まり、米光が採用されている。
『I』と『II』の一本化
『I』と『II』を繋げて1本のゲームとした。したがって『I』をプレイせずに『II』から始めることはできず、『I』部分クリア時のステータスは『II』部分の開始時に所持金、大半のアイテムを除いてそのまま引き継がれる。このため、『II』のレベル1で戦う敵とは『I』のクリアレベルで戦うことになり、ゲームバランスには大きな変更がなされている。
2作品を繋げ、1作目の最初から2作目の終盤までレベルが上がり続けるようにとのバランス調整は、たとえクリアまで等間隔でレベルが上がり、クリア直前に最高レベルに達するゲームを2本繋げるだけでも大きな変更を伴うが、イースの場合はさらに『I』がゲーム中盤で最高レベルに達する仕様であったためにより複雑であり、武器によるステータス補正、敵の強さなどを考えると、ゲームバランスにおいてはほとんど原形をとどめていない。
イースシリーズの移植は数多く行われているが、PCE版はイースシリーズのみならずRPG全体において、とりわけ異色なリメイク・移植であった。しかしイースIとIIは完全にストーリーが繋がっているだけでなく、ドラゴンクエストシリーズのIからIIIなどとは異なり、『ストーリーは繋がっているが各作品の間に時間の隔たりがある』わけでもないため、イースIIではIをプレイしていないと全く意味がわからないイベント、Iで出てくるキャラクターがクライマックスで多く出てくるなどがあるため、ストーリー的に「IIのみをプレイするデメリット」が非常に大きい。本作はIとIIの間のイベントも工夫し、ストーリーが非常にわかりやすくなっている。
ゲーム性も昔のパソコンやファミコンなどに比べ、大幅に容量に余裕ができたため、敵と味方の強さの段階が細かく設定され1本のゲームとしてのゲームバランスも綺麗にまとまっている。最高レベルでなくとも十分にクリアできる様になっている。レベルの上限が高いため手間がかかるが、苦戦してもレベルを上げて対処することが可能なためにアクションRPGにありがちな「アクションが苦手でクリアできない」ということを回避することもできる。尚、「イースI」の時点で最高レベルまで上げることも不可能ではない。
ちなみにPCエンジン版では『I』においても敵味方のレベル差が獲得経験値に影響を与えるようになっている。これは経験値を2作通しで最高65535にするための策であったが、最終的にはそれでもバランス調整で難があったため経験値の上限を99999としている。
ストーリーアレンジ
基本的にはオリジナルのままであるが、多少アレンジが加わっている。アレンジの中には、
- 嵐に囲まれて誰も近づけないはずのエステリアに定期便で到着する
- オリジナルでは死亡予定だったキャラが身の危険を意識して生存

などといったオリジナルの世界設定と矛盾する物もある。また、オリジナルでは実は必須イベントではなかったあるアイテムの入手が必須になり、またそのイベントの達成結果にも多少変更が入っている。

### 声の出演
- フィーナ - 渡辺菜生子
- レア - 荘真由美
- リリア - 鶴ひろみ
- ダーム / ナレーション - 銀河万丈
- ダレス - 屋良有作
- ダルク・ファクト - 森功至
- マリア・メサ - 山本百合子
- タルフ・ハダル - 山田栄子
- ルタ・ジェンマ - 小林通孝
- ゴーバン・トバ - 郷里大輔
- キース・ファクト - 堀秀行
- ゴード・ダビー - 塩屋翼
- 声優協力 - 青二プロダクション

### 主な開発スタッフ
- 制作・総指揮：工藤裕司
- プロデューサー：小山俊典
- ディレクター：松山智史、岩崎啓眞
- メインプログラマー：HaHi、岩崎啓眞
- チーフデザイナー：進藤司
- マップデザイン：進藤司
- キャラクタデザイン：伊藤真希
- グラフィック：天城秀行(山根ともお)
- 演出：岩崎啓真
- シナリオ再構成：岩崎啓真、長山豊
- 音楽ディレクター：笹川敏幸
- CDオーディオアレンジ：米光亮

## イースI・II完全版
『イースI・II完全版（I・IIC）』は『イースエターナル (IE)』と『イースIIエターナル (IIE)』の二つのゲームをバージョンアップし、カップリングして販売したものである。後に『イースI完全版』 (Ys I COMPLETE)、『イースII完全版』 (Ys II COMPLETE) として、それぞれ別個(バラ)販売された事からも分かる様に、『I』と『II』とはシステム的には連携していない、それぞれが独立したゲームとなっている。当然、『II』から始める事も可能であり、また『I』のクリアステータスを『II』に持ち越す事は出来ない。
※『IE』『IIE』からの変更点など、詳細については『イースI#イースエターナル・イースI完全版』、『イースII#イースIIエターナル・イースII完全版』の各項を参照。

### 初回特典
交響曲イース21stセンチュリー（完全新録版）
『II』の楽曲をオーケストラアレンジしたCD。
復刻版OVAイース全7巻 (DVD-ROM)
OVA『イース』を全話収録したDVD。
永久保存版『イースの書』パッケージ（ゴールドケース入り）
作中の重要アイテム「イースの書」をモチーフとした豪華パッケージ。

## イースI・IIエターナルストーリー
『イースI・IIエターナルストーリー（I・IIES）』はWin版『イースI・II完全版（I・IIC）』を元としてPS2に移植された作品である。「Ys I・II ETERNAL STORY」、「Ys I ETERNAL」、「Ys II ETERNAL」の3種類のモードが用意されている。それぞれのモードは独立しているため、当然「IEモード」をクリアしなくても「IIEモード」をはじめる事が可能である。
なお、「Ys I ETERNAL」・「Ys II ETERNAL」の両モードはWinの『I・IIC』からのほぼ忠実な移植のため、詳細についてはそれぞれ『イースI#イースエターナル・イースI完全版』、『イースII#イースIIエターナル・イースII完全版』の項を参照。

### Ys I・II ETERNAL STORY
PS2 オリジナルのモード。完全版を元としながら、PS2独自のアレンジが加えられている。PCE版と同じく『I』と『II』を一つのゲームにまとめている様に見えるが、ステータス等はいっさい持ち越される事はない。なおアイテムは「イースの本」6冊と「夢見る宝石」が引き継がれるが、「イースの本」は元々『II』における最初からの所持品であり、「夢見る宝石」はゲームには直接関係ないおまけ要素に関わるアイテムである。『I』と『II』を繋げているのは「『I』をクリアしないと『II』を始められない」と言う点だけであり、事実上2作は独立した別個のゲームである。

#### イースI・II完全版からの変更
声優による演出
主要キャラクターに声優によって声があてがわれた（グラフィックはそのまま）。
レベル
エターナルストーリーモードにおいては、レベルが上昇すると同じ敵を倒した場合に獲得できる経験値が半減する仕様（レベル制限）の廃止及び、『I』のレベルの最高値が50に変更され、中盤で最高レベルに到達する事がなくなった。また『II』部分は最高値が99に変更されている。但し、各エターナルモードでは完全版からの変更はない。
武器・リング・アクセサリの特殊効果
武器・リング・アクセサリにそれぞれ特殊効果が追加された。
武器
素手
攻撃後の間合いが最小になる。
SHORT SWORD
半キャラずらしで敵の動きが鈍くなっていく。また背後からの攻撃で一撃で停止させることが出来る。
LONG SWORD
一定の確率でクリティカルヒットが発動する。
TALWARL / HYPER CUTTER
敵を即死させる事がある。
FLAME SWORD / BATTLE SWORD
ダメージ受けた際にカウンター攻撃。
SILVER SWORD
回避率が上がる。
CLELIA SWORD
特殊効果なし。
リング / アクセサリ
敵からのダメージを受けずに、敵に攻撃を与え続ける事によって新たなステータスCOMBOの値が上昇し、このCOMBO値に応じ、以下に示したリング・アクセサリの特殊効果が発揮される。COMBO値は敵からの攻撃を受けると0に戻る。
非装備
取得できる経験値・お金が増加。
パワーリング / 鷹の彫像
攻撃力が増加。
リングメイル / 精霊の衣
防御力が増加。
タイマーリング / クレリアの指輪
回避率が増加。
ヒールリング / やすらぎの指輪
HPとMPが回復。
イビルリング / 隼の彫像
攻撃力が増加。

夢の世界
新アイテム『夢見る宝石』を装備する事により、夢の世界に入る事が出来る。この夢の世界はイラスト・ミュージックギャラリーとなっており条件を満たす事によって見られるイラスト、聞ける曲が増えていく。なお夢の世界に住む天才芸術家姉妹が絵を描き、曲を作曲するという設定になっており、彼女らの創作意欲を湧かせる必要がある。姉で天才画家のミシャに専用アイテムを見せることによってミシャが絵を描きイラストが増え、妹で天才音楽家のジャンヌにアドルの冒険譚を聞かせることによって、ジャンヌが作曲をし、曲が増える。
夢の世界に関わる Ys I・II ETERNAL STORY専用追加アイテム
夢見る宝石
開始直後に自動的に手に入る。回復可能なフィールドにおいて装備し、しばらく立ち止まっていると夢の世界に入る事が出来る。「イースの本」以外で唯一『I』から『II』に引き継がれるアイテム。
貝殻・イヤリング・花嫁のブーケ・ぬいぐるみetc.
ミシャに見せることによって見られるイラストが増える。

### 声の出演
- フィーナ - 氷上恭子
- レア - 岡村明美
- リリア - 山本麻里安
- サラ - 田中敦子
- ドギ - 楠見尚己
- ゴーバン - 大川透
- ルタ - 石田彰
- ファクト - 吉野貴宏

- マリア - 小島幸子
- タルフ - 大塚麻恵
- キース - 鈴木正和
- ゴート - 小野大輔
- ダレス - 渡辺英雄
- ダーム - 岸祐二
- ミシャ - 鈴木繭菓
- ジャンヌ - 杉山彩乃

### 主な開発スタッフ
- ディレクター / プランニング：安宅元也
- プログラム：山岸一弥・大囿祐示・木須浩司
- デザイン：横山智美・千頭元・渡邉均
- 開発プロデューサー：千頭元
- 開発エグゼクティブプロデューサー：佐藤良典

## イースI&IIクロニクルズ
『イースI&IIクロニクルズ』 (Ys I&II Chronicles) はWin版『イースI・II完全版（I・IIC）』を元としてPSPに移植された作品である。PSP版の5か月後にはWindows版が発売された。〈イース〉のゲーム機への移植作品としては、開発・販売共に日本ファルコムが手掛けた初の作品。iOS・Android向けに移植された『イースIクロニクルズ』と『イースIIクロニクルズ』はこの『I&IIクロニクルズ』をバラにしたもの。
ほぼ忠実に『I・IIC』を移植しているため、詳細については『イースI#イースエターナル・イースI完全版』、『イースII#イースIIエターナル・イースII完全版』の項をそれぞれ参照。

### イースI・II完全版からの変更
ゲームモード（グラフィック）
ゲーム中のキャラクターグラフィックが2種類用意されており、ゲーム新規開始時に「クロニクルズモード」と「オリジナルモード」のどちらかを選択。「クロニクルズモード」では新たに書き下ろされた画像、「オリジナルモード」では『I・IIC』と同じ画像となる。グラフィックのモードは途中で変更する事は出来ず、別モードにするためには新規ゲームとして開始しなければならない。
BGM
「PC-88」（オリジナルであるPC-8801版のFM音源を再現）・「オリジナル」（『I・IIC』アレンジ版）・「クロニクルズ」（新アレンジ）の三種類から選択可能。BGMはゲーム中であっても自由に変更する事が可能。
意匠枠の廃止
意匠枠が廃止され、プレイ画面がディスプレイの全面を使って表示されるようになった。意匠枠外の下部に表示されていたHP・MPバーはプレイ画面中下部に被せて表示されるようになった（プレイヤーのものは左下、敵のものは右下）。また『VI』等と同様にレベルアップまでの経験値もHPバーの上部に棒グラフで表示されるようになった（経験値取得と共にバーが伸び、右端に到達するとレベルアップ。レベルが上がるとバーはリセットされる）。

### 発売までの経緯
- 2009年3月7日 - 秋葉原で行なわれた「イース・ファルコムフェア」にて、同年夏の発売が発表される（同時に『Ys SEVEN』の同年秋発売も発表）[7]。
- 2009年3月19日 - 発売が7月であること、そして9月発売の『Ys SEVEN』と共にPSP専用であることが発表される[8][9][10]。
- 2009年4月10日 - 公式サイト設置[11]。
- 2009年6月5日 - 本作の発売を記念してiTunes Storeで販売されている『I』・『II』関連21タイトルのアルバムを値下げ[12]。
- 2009年7月16日 - 発売[11]。
- 2009年12月24日 - Windows版発売[11]。
- 2013年4月30日 - GameNowにて配信[13]。
- 2013年6月20日 - G-cluster[14]とひかりTVゲームにて配信。

## イースI＆II ～Lost ancient kingdom～
『イースI＆II ～Lost ancient kingdom～（Ys I＆II ～Lost ancient kingdom～）』は、最初に発売された『イースI』『イースII』であるPC-8801mkIISR版（PC-88版）を少しだけ改訂した状態で、X68000（X68K)へ、それぞれをカップリング移植したものである。発・販売元はレトロゲームショップ「BEEP」を主体として事業展開を行っている「株式会社 三月うさぎの森」。ファルコムから公式にライセンスを許可されてリリースされた、正規の市販パソコンソフトである。収録メディアの都合から限定生産となった。
X68Kには1991年に『イースI』が、マイコンソフト(現・電波新聞社マイコンソフト事業部)からPC-88版をアレンジ移植し相応の趣きでリリースされているが、今回は前述したとおり、ほぼPC-88版の移植となる。『イースII』は(公式の市販ソフトとしては)X68ｋへ初移植となる。
すでに30年以上前のレトロパソコンとなっていたX68K版用ソフトとして、エミュレーターやイメージファイルなどではなく、実機で読み込めるフロッピーディスクにソフトを収録し、2021年に新作ソフトとして発売するという、普通のゲームソフトメーカーではまずしないようなリリースを慣行したことが、レトロゲームファンや当時のX68Kユーザーなどの耳目を集めた。

## メディアミックス
物語の連続性から『I』・『II』をまとめた形で行なわれたメディアミックス作品も多い。なお、本稿では『I』・『II』両方を元とした書籍を主に扱い、音楽メディアや『I』・『II』どちらかを扱った物については「イースI#メディアミックス作品」、「イースII#メディアミックス」の各項を参照（2009年末発売のドラマCDのみ例外としてこの項で扱う）。
下記したテーブルトークRPG、漫画については共に原作となるゲームからは大きく離れたオリジナリティーあふれる物となっている。

### テーブルトークRPG
- 関根博士 著 / イラスト 田中としひさ・金澤尚子・池上明子（ログアウト冒険文庫）
  - イースTRPGリプレイ 真・の〜てんき伝説
  - イースTRPGリプレイ 真・お気楽伝説

### 漫画
- イース - 羽衣翔（1-4巻 : 角川書店 / 5-7巻 : メディアワークス）

### ドラマCD
2009年12月26日、キャラアニから「失われし古代王国」「天空の失楽園」の2枚が発売。
キャラアニ通販特典では声優コメントCDが付いてきた。
ストーリーはIについては過去発売のOVAから引用されている部分があり、IIはアドルとリリアをメインに話が進んでいる。
脚本はフェルガナの誓い、イース7ドラマCDと同じ國澤真理子が担当。
- アドル・クリスティン - 草尾毅
- ドギ - 玄田哲章
- フィーナ - 川澄綾子
- レア - 植田佳奈
- サラ・ドバ - 寺田はるひ
- ジェバ - 赤池裕美子
- ゴーバン - 大西健晴
- ルタ・ジェンマ - 森訓久
- ロダの樹：長嶝高士
- ブルドー：加藤将之
- ダレス - 小杉十郎太
- ダルク・ファクト - 真殿光昭
- リリア - 喜多村英梨
- サダ - 千葉進歩
- マリア - 斎藤千和
- ゴート - 遠近孝一
- キース - 佐藤拓也
- バノア：タルタエリ
- 村長（II）：麻生智久
- ナレーション、ダーム - 銀河万丈

### Web
- “イースI&IIクロニクルズ（公式サイト）”.  日本ファルコム (2009年7月16日). 2009年8月25日閲覧。
- 日本ファルコム『日本ファルコム株式会社IR情報』
  - “緊急特報！『YsVII』マルチプラットフォーム展開発表！！” (PDF) (2009年4月1日). 2009年8月25日閲覧。
  - “『YsI&II Chronicles』発売記念！ アルバム21タイトルがiTunes(R) Storeで大幅値下げ！！” (PDF) (2009年6月5日). 2009年8月25日閲覧。
- Aetas『4Gamer.net』
  - “「イース7」の発売予定が明らかに 「イース・ファルコムフェア」開催” (2009年3月7日). 2009年8月25日閲覧。
  - “イース最新作はPSPに！ 「Ys SEVEN」「Ys I&II Chronicles」がPSP用タイトルして発売決定” (2009年3月19日). 2009年8月25日閲覧。
- インプレス『Impress Watch GAME Watch』
  - “日本ファルコム、「イース」シリーズの新作を2本リリース PSP「YsI&II Chronicles」とPSP「Ys SEVEN」” (2009年3月19日). 2009年8月25日閲覧。